# Partygate

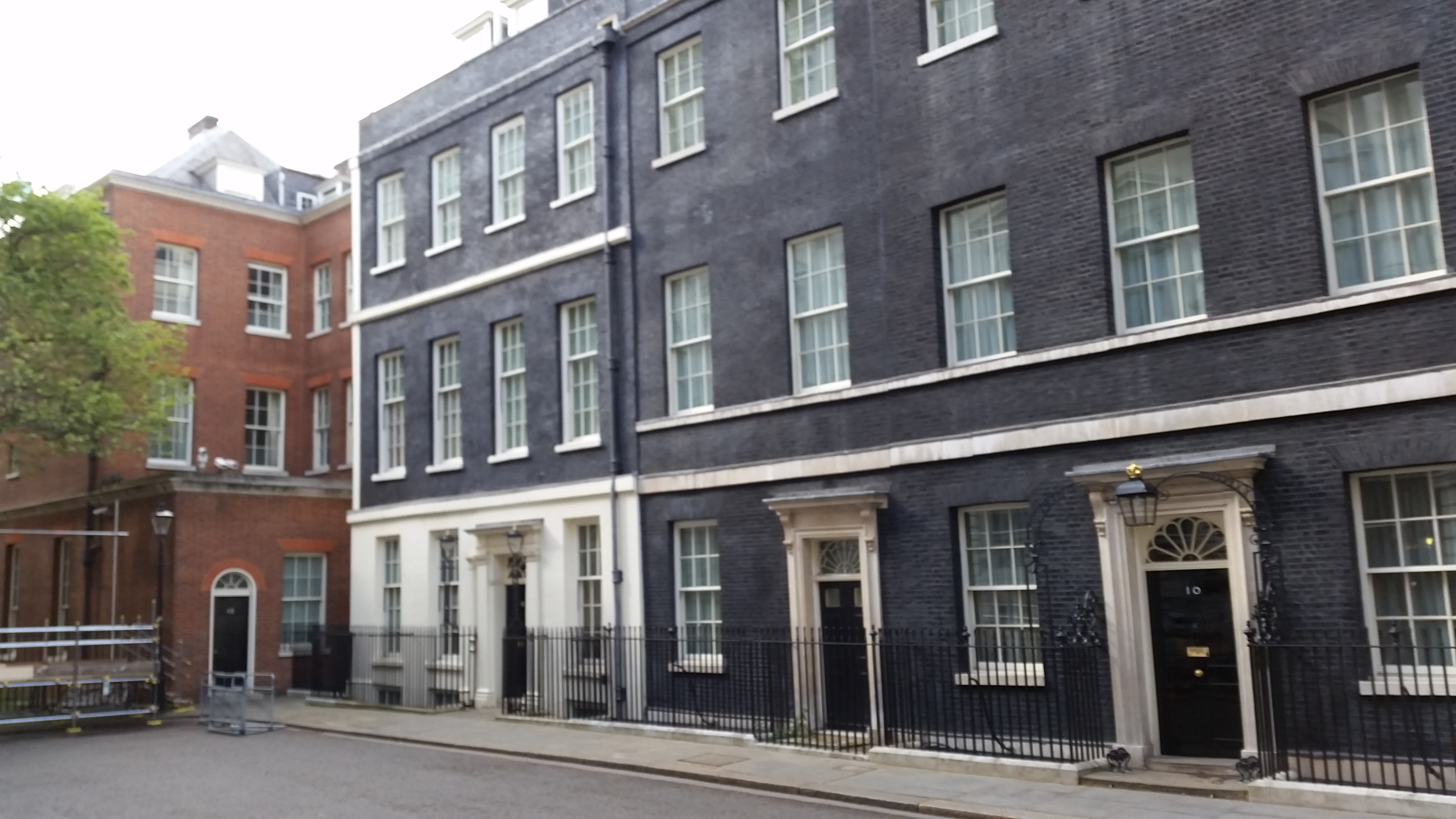
Le 10 Downing Street (en 2015), où ont eu lieu plusieurs rassemblements illégaux de personnes proches du Premier ministre britannique Boris Johnson.

L'affaire du Partygate, terme inventé par la presse, désigne un scandale politique lié à des rassemblements festifs illégaux au 10 Downing Street ainsi que dans divers ministères, en 2020 et en 2021, de la part de membres du gouvernement du Royaume-Uni dont le Premier ministre conservateur Boris Johnson, alors que les autorités appliquent plusieurs restrictions sanitaires pour lutter contre la pandémie de Covid-19. Cette affaire parmi d'autres, contribue à discréditer Boris Johnson, conduisant à une crise politique et entrainant sa démission en juillet 2022. 

## Faits mis en cause
À partir du 30 novembre 2021, date des révélations du tabloïd The Daily Mirror, Boris Johnson est confronté au scandale du Partygate, terme formé (sur le modèle des noms de scandales en « -gate », party signifiant « fête » en anglais) pour désigner des rassemblements illégaux en 2020 et en 2021, de la part de membres du gouvernement, alors que les autorités appliquent plusieurs restrictions sanitaires pour lutter contre la pandémie de Covid-19. Il s'agit notamment de plusieurs fêtes organisées au 10 Downing Street par des personnes proches du Premier ministre Boris Johnson. Il a d'ailleurs participé à l'une de ces fêtes en 2020,. À quelques occasions, de 30 à 40 personnes se seraient rassemblées lors de ces fêtes, que ce soit au 10 Downing Street ou d'autres bâtiments du gouvernement britannique. Boris Johnson présenta la fête auquel il participa comme une réunion de travail (work event), une justification raillée sur les réseaux sociaux. Selon le quotidien The Telegraph, une fête au 10 Downing Street s'est terminée « au petit matin » alors que la reine Élisabeth II assistait seule aux funérailles de son époux, le prince Philip, mort le 9 avril 2021. 

Images diverses issues du rapport de Sue Gray.
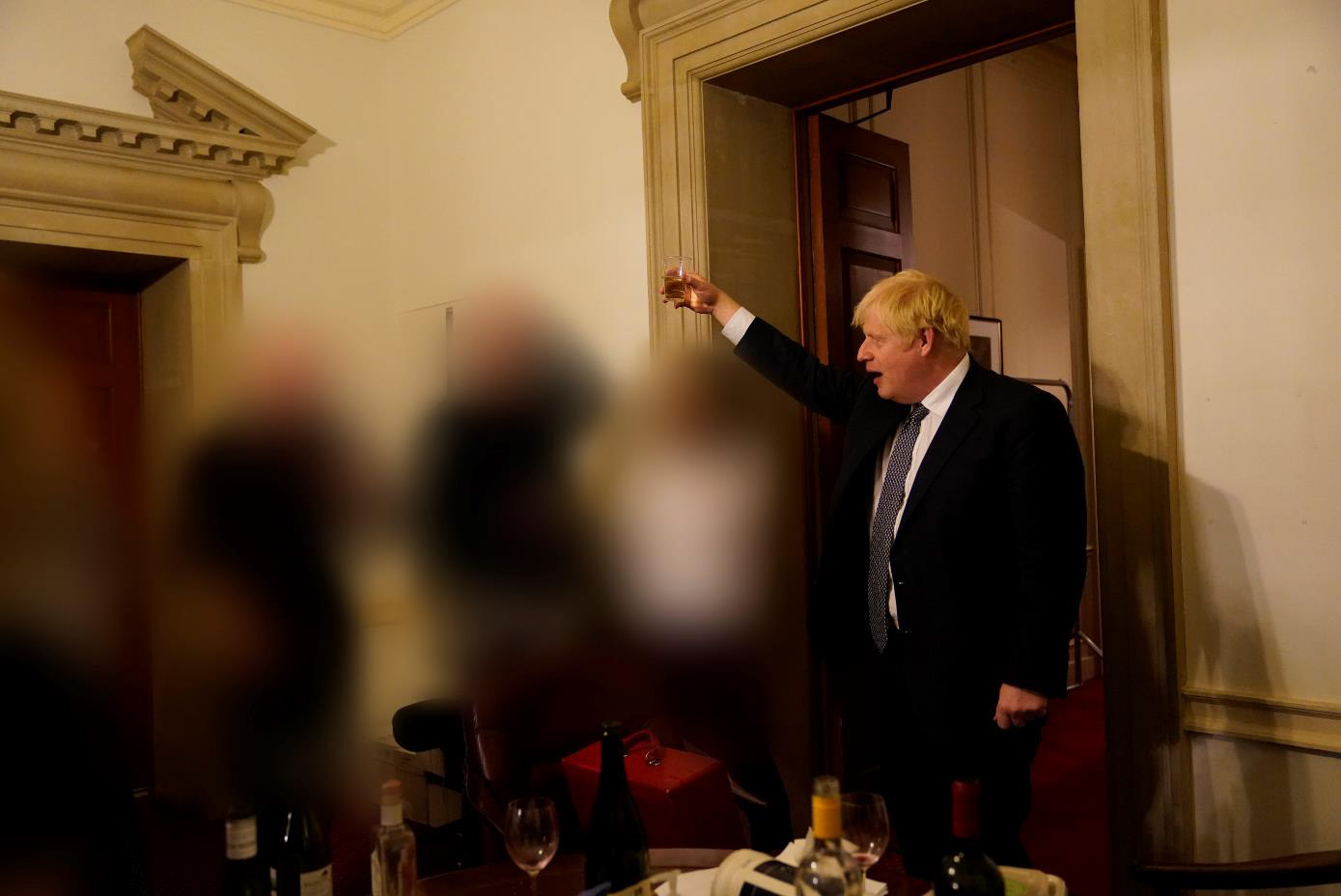
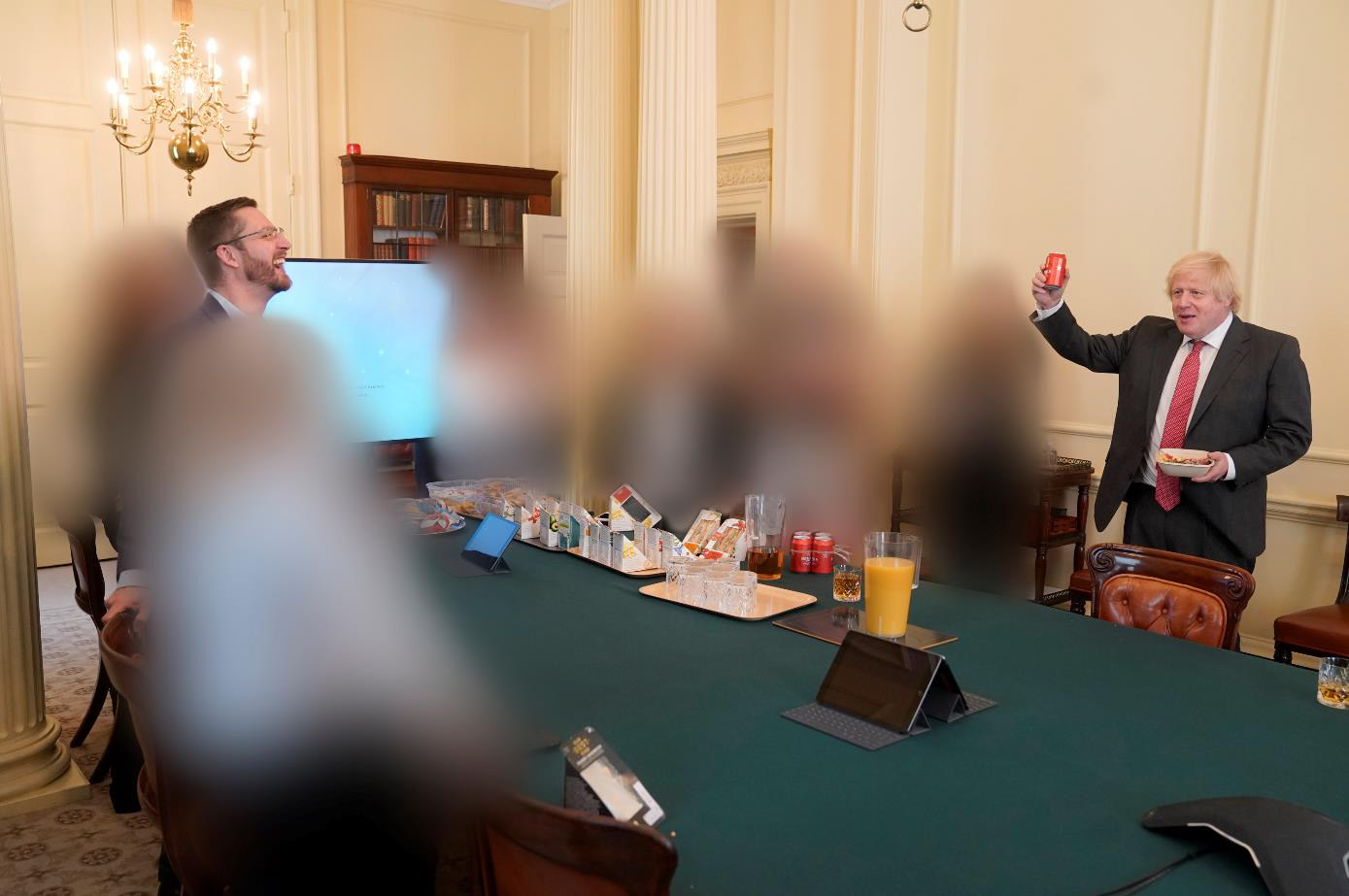
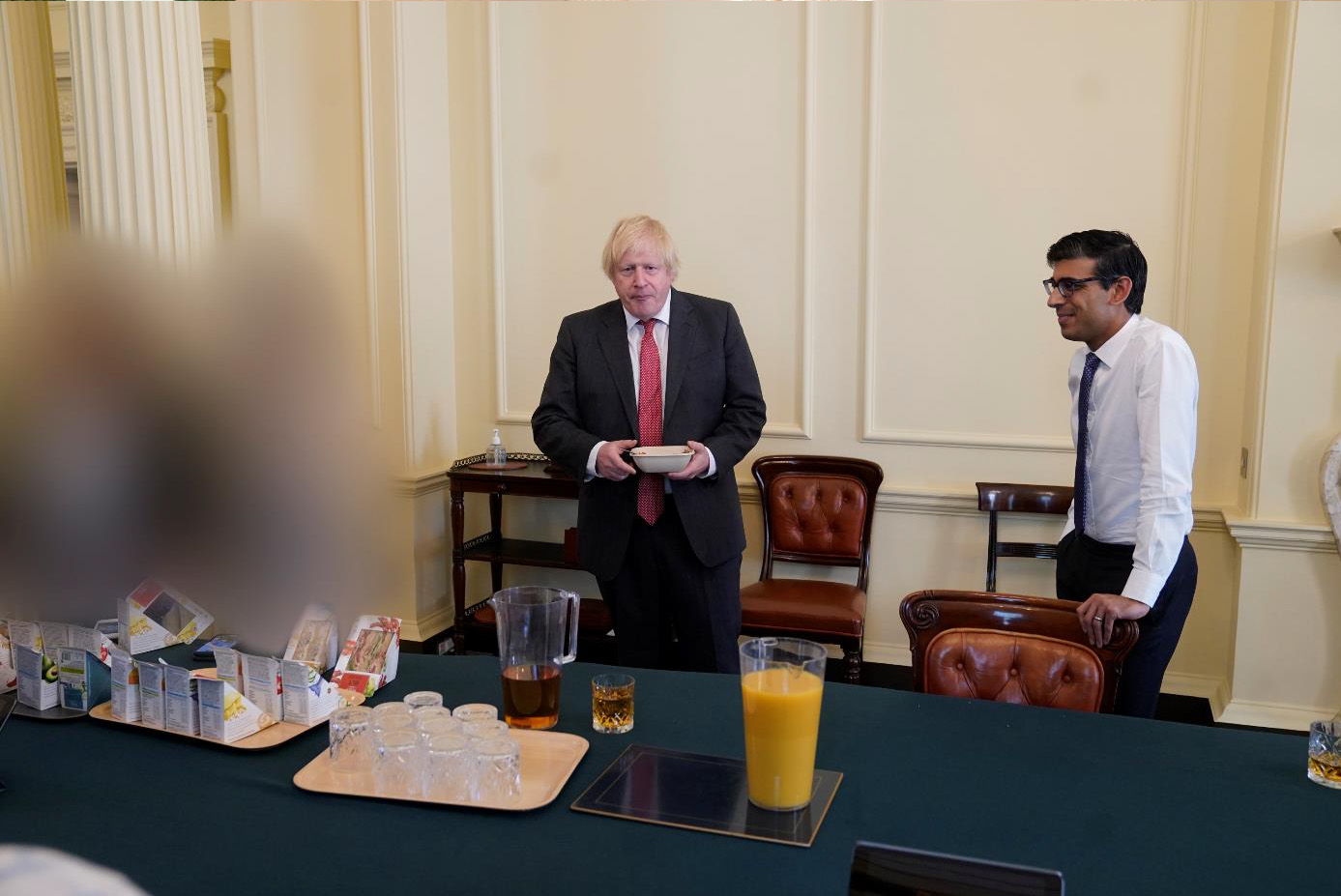

## Conséquences politiques

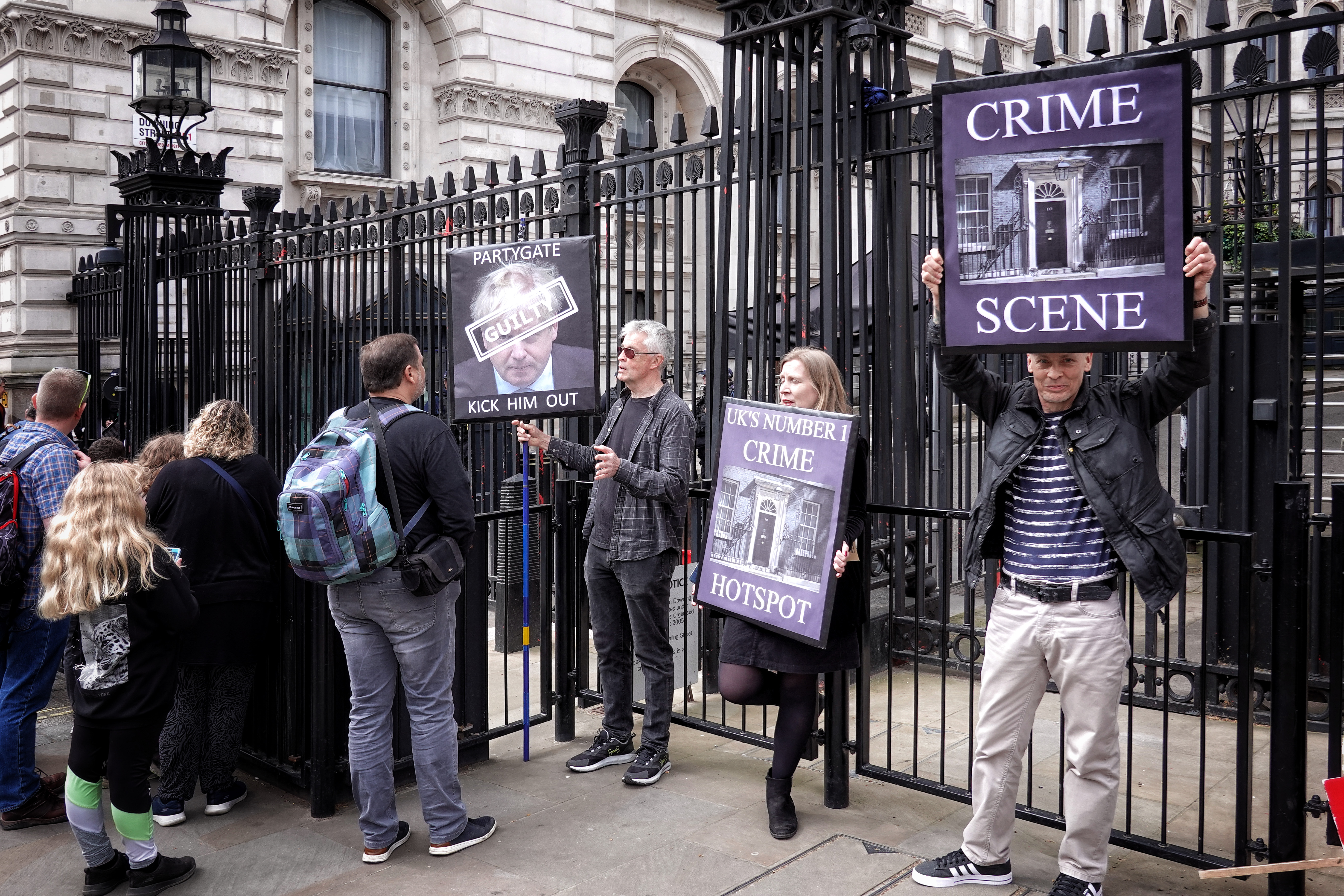
Protestation à la suite du Partygate.

Johnson assume la responsabilité de ces manquements et présente des excuses publiques,. Gravement mis en cause par un rapport administratif de la fonctionnaire Sue Gray, il refuse cependant de démissionner,,. Le 6 juin 2022, soumis à un vote de confiance des députés conservateurs, Boris Johnson parvient à conserver son poste : 211 députés votent pour son maintien en fonctions, et 148 contre,.
D'autres controverses apparaissent au cours du mandat de Boris Johnson portant notamment sur le montant de la rénovation de l'appartement de fonction du Premier ministre et sur des scandales sexuels impliquant plusieurs députés conservateurs ainsi qu'un membre du gouvernement, le whip en chef adjoint aux communes et trésorier de la Cour royale Christopher Pincher,.
Le 5 juillet 2022, deux membres du cabinet du Premier ministre démissionnent, à savoir Rishi Sunak, chancelier de l'Échiquier (chargé des finances) et le secrétaire d'État à la Santé et à la Protection sociale Sajid Javid, qui indique n’avoir « plus confiance en ce leadership » à la suite d’une série de scandales,. Le lendemain, une vingtaine d’autres membres du gouvernement annoncent quitter celui-ci, exprimant leur profond désaccord avec la politique menée par Boris Johnson, mais le Premier ministre exclut de démissionner.

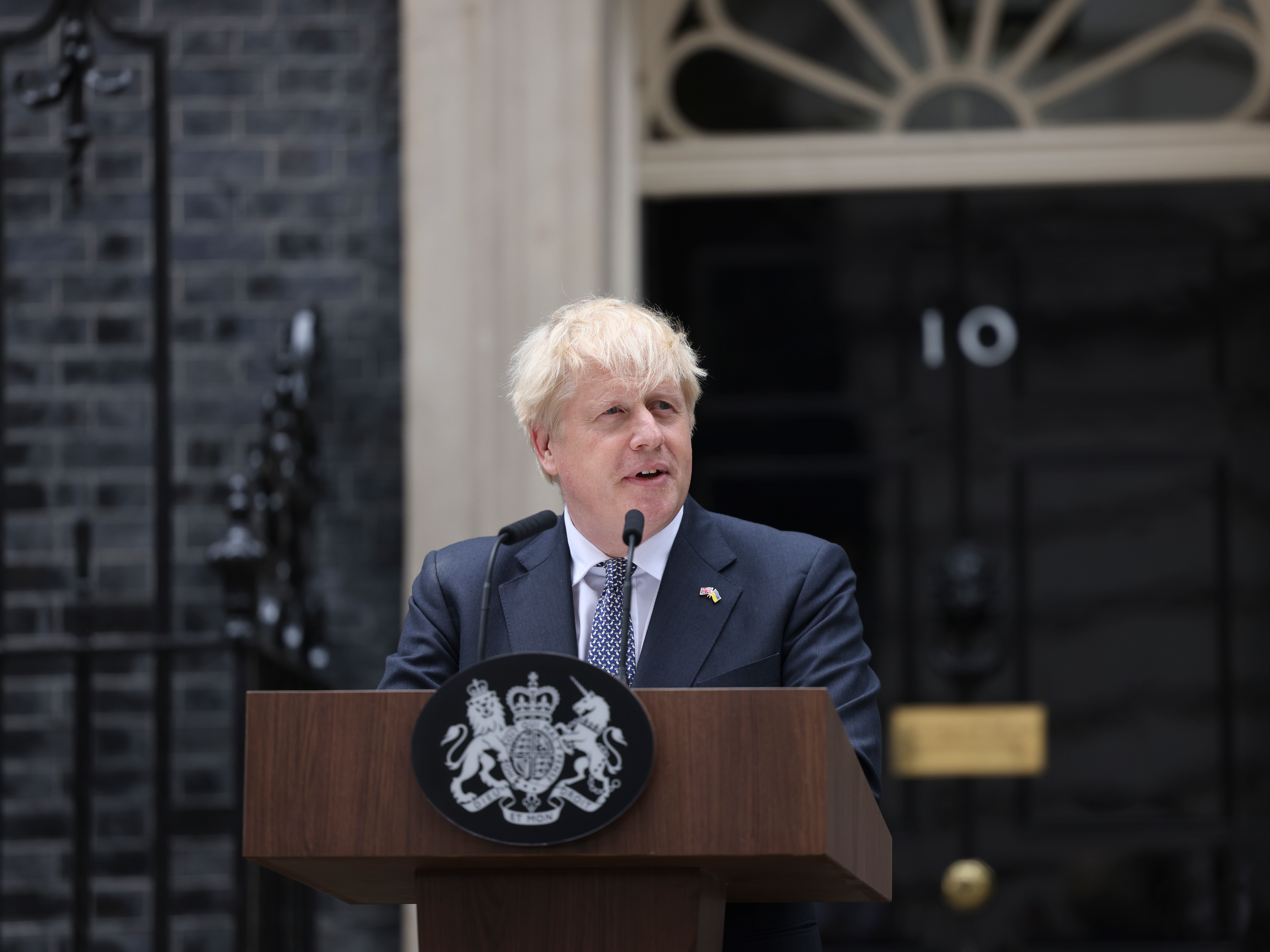
Boris Johnson annonçant sa démission le 7 juillet 2022.

Alors que plus de 50 membres du gouvernement ont remis leur démission en guise de défiance, Boris Johnson, discrédité, annonce finalement sa démission le 7 juillet 2022 lors d'une allocation télévisée,,.